# Gaurena florens
Gaurena florens är en fjärilsart som beskrevs av Walker 1865. Gaurena florens ingår i släktet Gaurena och familjen sikelvingar. Inga underarter finns listade i Catalogue of Life.